# جيوفري سيمونز
جيوفري سيمونز (بالإنجليزية: Geoffrey Simmons)‏ هو كاتب خيال علمي وطبيب أمريكي، ولد في 28 يوليو 1943 في Fort Eisenhower ‏ في الولايات المتحدة.